# Integrációs tesztelés
Az integrációs tesztelés (integráció és tesztelésnek is nevezik, rövidítve I&T) a szoftvertesztelés azon fázisa, amelyben az egyes szoftvermodulokat egyesítik és csoportként tesztelik. Az integrációs tesztelés célja annak értékelése, hogy egy rendszer vagy komponens megfelel-e a meghatározott funkcionális követelményeknek. Az egységtesztelés után és a rendszertesztelés előtt történik. Az integrációs tesztelés az egységtesztelésen már átment bemeneti modulokat csoportosítja nagyobb aggregátumokba, és ezekre az aggregátumokra alkalmazandó vizsgálatokat az integrációs vizsgálati tervben végzi el. Az eredmény pedig rendszertesztelésen esik át később.

### Megközelítés
Az integrációs tesztelés néhány típusa a big-bang, a vegyes (szendvics), a kockázatos-legnehezebb, a felülről lefelé és az alulról felfelé irányuló tesztelés. További integrációs minták a következők: együttműködési integráció, gerinchálózati integráció, rétegintegráció, kliens-szerver integráció, elosztott szolgáltatások integrációja és nagyfrekvenciás integráció.
A big-bang tesztelésben a legtöbb kifejlesztett modult összekapcsolják, hogy egy komplett szoftverrendszert alkossanak, majd az integráció tesztelésére használják. Ez a módszer kifejezetten hatékony, mert időt takarít meg az integrációs tesztelési folyamatban. Azonban amikor teszteseteket és azok eredményeit nem rögzítik megfelelően, akkor a teljes integrációs folyamat bonyolultabb lehet, és megakadályozhatja, hogy a tesztelő csapat elérje az integrációs tesztelés célját.
A legalacsonyabb szintű komponenseket először alulról felfelé irányuló tesztelés során tesztelik. Ezután a magasabb szintű komponensek tesztelésének elősegítésére használják őket. A folyamat addig ismétlődik, amíg a hierarchia tetején lévő komponens tesztelésre nem kerül. Az összes alsó vagy alacsony szintű modult, eljárást vagy funkciót integrálják, majd tesztelik. Az alsóbb szintű integrált modulok integrációs tesztelése után kialakulnak a következő szintű modulok, amelyek használhatók integrációs tesztelésre. Ez a megközelítés csak akkor hasznos, ha az azonos fejlesztési szintű modulok mindegyike vagy nagy része készen áll. Ez a módszer segít a kifejlesztett szoftverek szintjének meghatározásában is, és megkönnyíti a tesztelés előrehaladásának százalékos formában történő jelentését.
A felülről lefelé irányuló tesztelés során először a legfelső integrált modulokat tesztelik, majd a modul ágát lépésről lépésre tesztelifordk a kapcsolódó modul végéig.
A szendvicstesztelés a felülről lefelé irányuló tesztelést az alulról felfelé irányuló teszteléssel kombinálja. Az ilyen típusú tesztelés egyik korlátja, hogy a meghatározott integrációs tesztekben nem szereplő feltételeket általában nem tesztelik, és az ezen kívül eső modulok általában nem lesznek tesztelve.

## Fordítás
Ez a szócikk részben vagy egészben  az   Integration testing című angol Wikipédia-szócikk ezen változatának fordításán alapul.  Az eredeti cikk szerkesztőit annak laptörténete sorolja fel. Ez a jelzés csupán a megfogalmazás eredetét és a szerzői jogokat jelzi, nem szolgál a cikkben szereplő információk forrásmegjelöléseként.